# Пульмо
Пульмо́ (укр. Пульмо) — село в Шацкой поселковой общине Ковельского района Волынской области Украины. Основано в 1374 г.
До 2020 года входило в Шацкий район.
Код КОАТУУ — 0725784601. Население по переписи 2001 года составляет 1403 человека. Почтовый индекс — 44020. Телефонный код — 3355. Занимает площадь 2,225 км².

## География
Село расположено между двумя озёрами: Пулемецкое и Свитязь, также неподалёку находятся озёра Климовская и Чёрное Малое.

## Религия
- Церковь святого Николая Православная (УПЦ МП), которая построена в 1896 году и является памятником архитектуры местного значения, и кладбищенская часовня, построенная в 1900 году.
- Молитвенный дом протестантской общины ХВЕ.
- Римо-католическая часовня Непорочного Сердца Пресвятой Девы Марии, построена в 2014—2016 годах в детском лагере Каритас-Спес Украина[1].

## Социальная инфраструктура
В селе действуют:
- общеобразовательная школа I—III ступеней;
- детский сад;
- дом культуры;
- библиотека;
- фельдшерско-акушерский пункт;
- почтовое отделение;
- несколько магазинов.

## Галерея

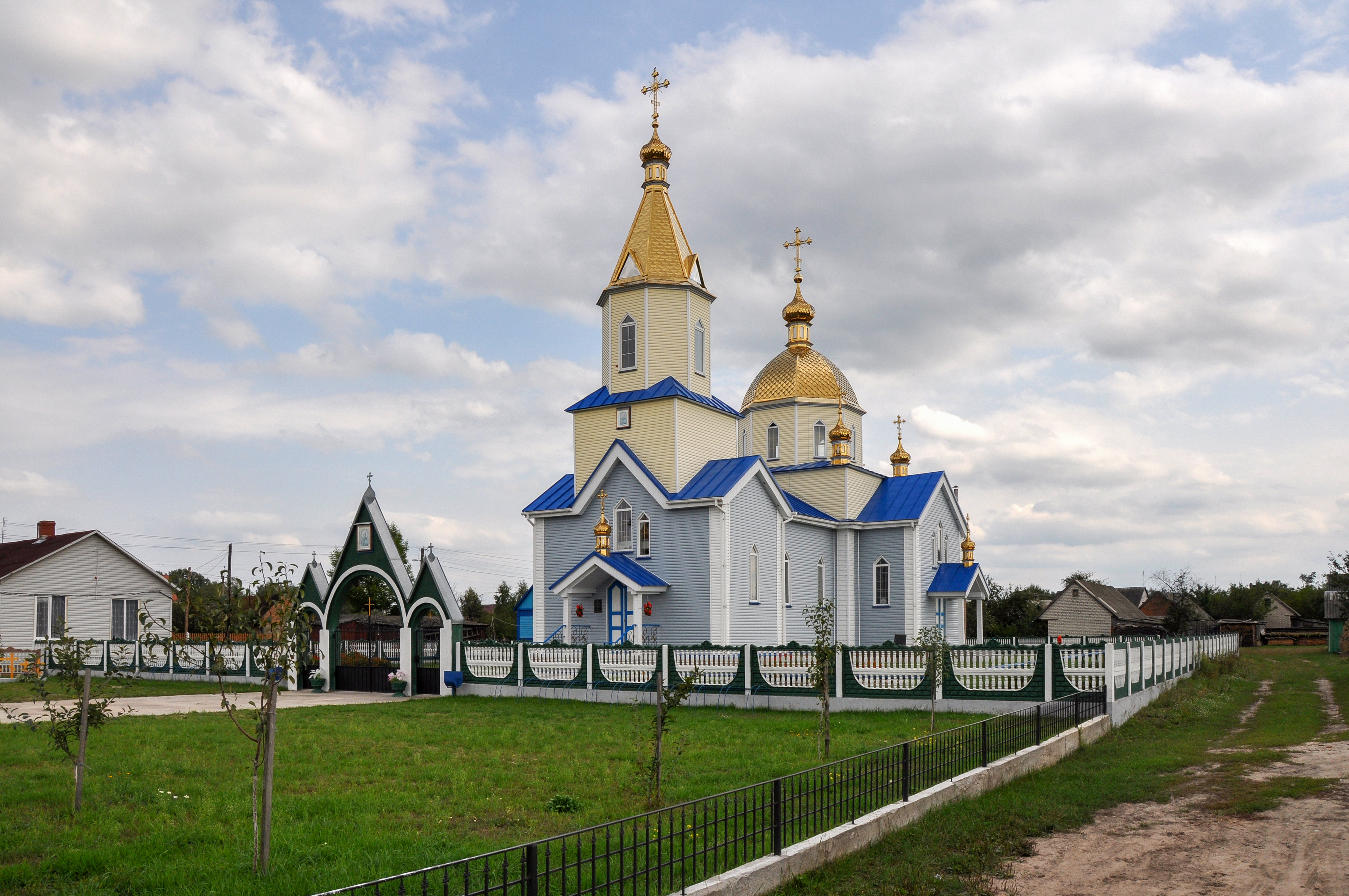
Церковь Святого Николая
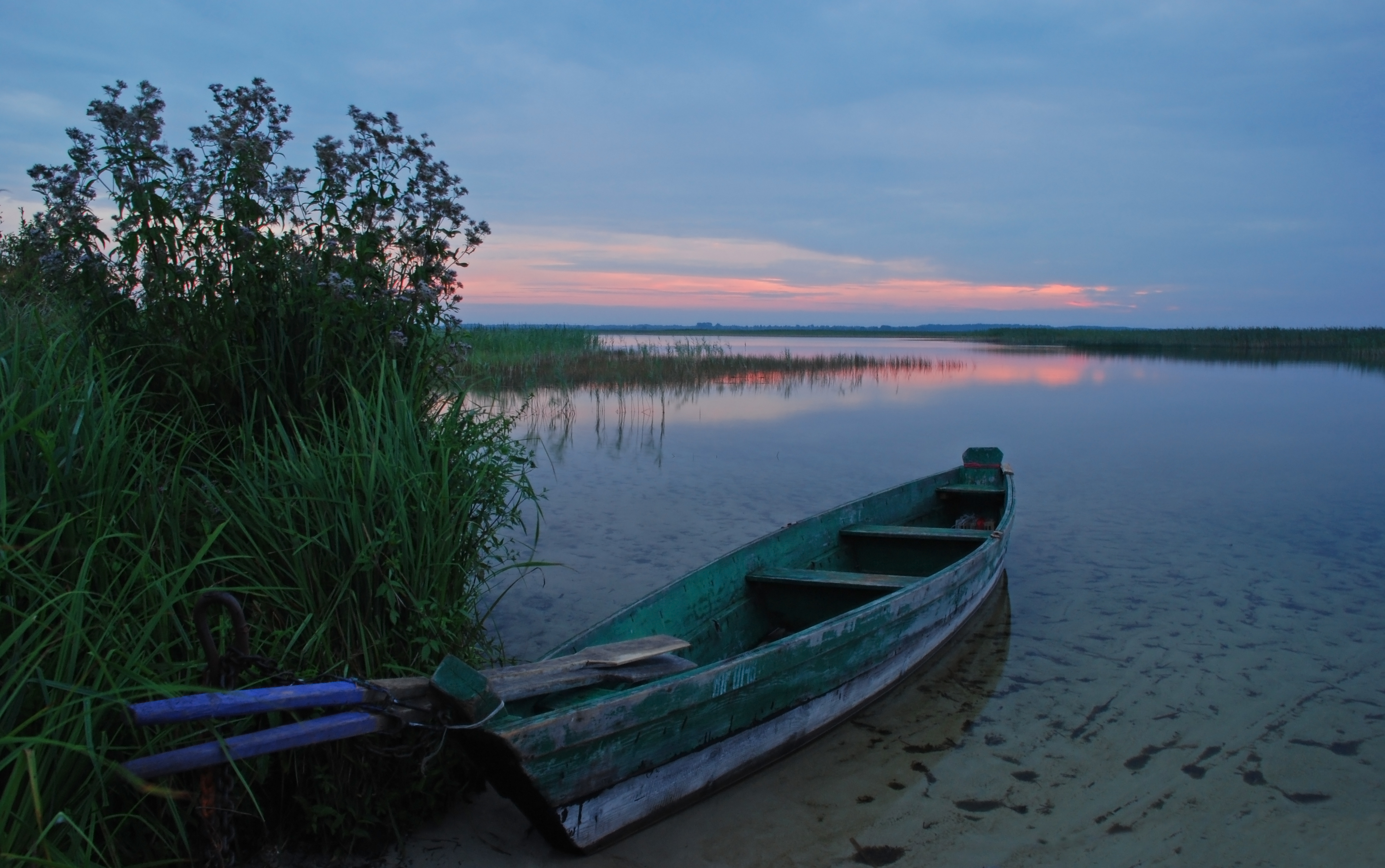
Озеро Свитязь близ села